# درویسیگ
درویسیگ (به آلمانی: Droyßig) یک شهر در آلمان است که در بورگنلاندکرایس واقع شده‌است. درویسیگ ۲٬۰۴۰ نفر جمعیت دارد.